# 州権民主党
州権民主党（しゅうけんみんしゅとう、英: The States' Rights Democratic Party）は、アメリカ合衆国に存在した人種分離主義や白人至上主義を主張する南部の極右政党。1948年にトルーマン政権の公民権政策を不満とするアメリカ南部の白人民主党員を中心に結成された民主党の分派である。南部（Dixieland）の民主党（Democrat）という意味の造語「ディキシークラット（またはディクシークラット、Dixiecrat）」という呼称で、よりよく知られている。
大統領選ではサウスカロライナ州知事の職にあったストロム・サーモンドを擁立し、39人の大統領選挙人を獲得している。

## 南部と民主党
民主党の前身、トマス・ジェファソンのリパブリカン党は農民を支持基盤としており、奴隷制に基づくプランテーションを中心とした農業社会である南部はジェファソン以来、民主党の基盤であった。
民主党は本来、強い連邦政府に反対し、州の権利（州権）の尊重を訴えていた。
北部で奴隷制廃止運動が盛り上がると、南部では奴隷制を採用する（奴隷州となる）か採用しないか（自由州となる）かは各州の裁量であるとの主張がなされ、奴隷制を正当化した。奴隷制の廃止（リンカンの主張はそもそも奴隷制をこれ以上拡大しないということであった）、保護貿易などを訴え、北部及び商工業の利益を強力に代弁するリンカン共和党政権が成立すると、南部諸州は合衆国を離脱し、南北戦争となった。戦後、南部は北軍の占領下で再建され、合衆国憲法修正第13条、第14条、第15条で奴隷が解放され、アフリカ系アメリカ人に公民権が付与された。
南部では支配的な白人層を中心に北軍、共和党政権の占領政策への不満が高まった。そのため再建期の後、南部の白人は民主党の下に結集し、いわゆる「堅固な南部（Solid South）」を形成した。南部諸州では民主党による事実上の一党支配が行われ、南部は民主党の重要な地盤となった。白人で固められた民主党政治の下、南部諸州では「分離すれども平等」の矛盾した原則に基づき、ジム・クロウ法と呼ばれる一連の州法が制定され、人種隔離政策が推進された。ジム・クロウ法は連邦最高裁により合憲とされた。その上、アフリカ系の人々の識字率が低いのを利用した有権者登録の方法を導入し、アフリカ系の投票権を事実上剥奪するなど公民権を大幅に制限した。
大恐慌の後、フランクリン・ルーズベルト（ローズヴェルト）政権のニューディール政策が実施された。商工業の発展が進まず、経済的に貧しい上に、大恐慌で打撃をこうむった南部の白人層はニューディール政策の最大の受益者となった。その結果、南部の白人はマイノリティ層、低所得者、労働者、リベラル派知識人と並んで「ニューディール連合（New Deal Coalition）」を形成した。「ニューディール連合」は民主党を多数党の地位に押し上げた。
南部の白人の支持をつなぎとめるため、フランクリン・ルーズベルトはアフリカ系アメリカ人の地位向上には消極的であった。同政権で副大統領、農務および商務長官を歴任したヘンリー・A・ウォレスは、積極的に人種差別撤廃を主張しており、ルーズベルトの後継者と目されていたが、南部の民主党はこれを阻止するために、四期目の副大統領候補にトルーマンを推挙した。しかし後述のようにトルーマンの二期目では南部は彼に反撥して分離した。
戦後も南部は民主党の地盤であり、ジョン・F・ケネディも南部の支援を受け大統領に当選した。リンドン・ジョンソン政権の下で、1964年公民権法が成立すると、南部、とりわけディープサウスの白人は同法に反対した共和党候補バリー・ゴールドウォーターを支持した。これが「ニューディール連合」が崩壊する契機であった。
1950-1960年代以降、北部から主に白人が南部へ移住し、また南部では商工業が目覚しい発展を遂げ、サンベルトとして注目された。また1964年公民権法により、人種隔離政策に基づく諸制度は撤廃された。この現象は南部の変化を促し、南部は古い、人種差別的な傾向と次第に決別し、新しい南部へと再編されていった。その一方で、南部の住民は当時の学生運動やヒッピーなどの社会現象には批判的であり、保守的であった。
こうした南部の変化と保守性に注目したのがニクソン政権であった。ニクソン大統領は法と秩序の回復や、伝統的価値観の擁護を訴え、これらの層をひきつけた（南部戦略）。レーガン大統領が登場するに至って南部の住民の共和党への支持は一層強固となり、南部は共和党の地盤へと変容した。プロテスタントが人口の多数を占める南部は、敬虔なキリスト教徒が多いことでも知られ、現代におけるキリスト教根本主義運動、宗教右派の基盤でもある。

## 1948年の大統領選挙
そうした南部と民主党の関係の文脈において成立したのが州権民主党であった。1948年、トルーマン大統領は再選を目指すにあたって、ローズヴェルトのニューディール路線の継承者であることを掲げたフェア・ディール政策を打ち出したが、この中で公民権問題が討議され、南部におけるアフリカ系への公民権の付与が主張されていた。この年の民主党大会で制定された綱領でも公民権擁護、人種平等政策を前面に出していた。こうした政権の姿勢に反発したのが南部の民主党員たちであった。彼らはフィラデルフィアで開かれた民主党大会でトルーマンを批判し、第三政党を作って独自候補を擁立することを決定した。大統領候補に選ばれたのは、サウスカロライナ州知事のストロム・サーモンドであり、副大統領候補にはミシシッピ州知事のフィールディング・ライトが選出された。
彼らの主張はつまるところジム・クロウ諸法の保存と人種隔離政策の推進であった。彼らはそのための根拠として、州権の擁護という主張を利用した。すなわち、州法であるジム・クロウ諸法が連邦の様々な立法に優越するということであり、独特の有権者登録などアフリカ系の公民権を制限していた制度を維持するのは各州の裁量であって連邦政府の介入できるところではない、ということである。州権民主党はディープ・サウスを中心とした南部の知事、議員により構成されていたが、南部の民主党員のすべてが参加したわけではない。実際、州権民主党の候補者はサウスカロライナ、アラバマ、ミシシッピ、ルイジアナの各州で勝利したが、ジョージア州、テネシー州など他の南部のすべての州ではトルーマンが勝利している。
1948年の大統領選挙の後、州権民主党は解消し、党員は民主党に復帰した。だが、公民権問題を巡る民主党内の南北分裂はその後も続いた。1956年には、最高裁で教育における人種隔離を違憲としたブラウン対教育委員会判決（Brown v. Board of Education）が出されたのに対抗して、人種平等政策に反対し、人種隔離政策の継続を求める議員たちの声明、サザン・マニフェスト（南部宣言）が公表された。これにはリンドン・ジョンソン、アルバート・ゴア・シニア、エステス・キーフォーヴァーの3人の上院議員を除いたすべての南部出身の上院議員（しかも全員民主党から選出）が署名した。しかし、端的な例は1964年公民権法に関してであった。南部選出の民主党上院議員は（当時共和党選出の南部出身上院議員はテキサス州のジョン・タワーのみ）、テキサス州のラルフ・ヤーボローを除いて全員が反対した。一方北部出身の民主党議員は殆どが賛成した。
州権民主党を構成した党員のうち、ストロム・サーモンドとジェシー・ヘルムズ（後に上院議員）は後に共和党に鞍替えしたが、その他の人々は民主党にとどまった。2010年に在任のまま死去したロバート・バード上院議員（民主党、ウェストヴァージニア州選出）は、もっとも遅くまで公職についていた元党員である。

## 主な党員
- ハリー・バード（バージニア州選出上院議員)
- ロバート・バード（後に下院議員、上院議員）
- ジョン・C・ステニス（ミシシッピ州選出上院議員）
- ジェイムズ・イーストランド（ミシシッピ州選出上院議員）
- ラッセル・ロング（ルイジアナ州選出上院議員）
- サミュエル・アーヴィン（後にノースカロライナ州選出上院議員）
- ジェシー・ヘルムズ（後にノースカロライナ州選出上院議員）
- ストロム・サーモンド（サウスカロライナ州知事、後にサウスカロライナ州選出上院議員）
- ジョン・マックレラン（アーカンソー州選出上院議員）
- リチャード・ラッセル Jr.（ジョージア州選出上院議員）
- ハーマン・タルマッジ（ジョージア州選出上院議員）
- ベンジャミン・レイニー（アーカンソー州知事）
- フィールディング・ライト（ミシシッピ州知事）
- フランク・ディクソン（前アラバマ州知事）
- ウィリアム・マーレイ（元オクラホマ州知事）
- オーヴァル・フォーバス（英語版）（後にアーカンソー州知事）